# طارق الوزیر
طارق محمد الوزیر سیاستمدار آلمانی است و یکی از اعضای حزب سبز آلمان است. او از ژانویه ۲۰۱۴ معاون رئیس‌الوزرا هسن و وزیر اقتصاد، انرژی، حمل و نقل و توسعه منطقه ای همان ایالت بوده‌است. او یکی از اعضای لندتاگ هسن است و قبلاً رئیس مشترک حزب سبز هسن بود.

## زندگی شخصی
الوزیر در افنباخ آم ماین، هسن، از یک پدر یمنی و مادری آلمانی به دنیا آمد. او دارای تابعیت دوگانه یمن و آلمان است. پدر و مادرش در کودکی طلاق گرفتند و او چندین سال از جوانی خود را در پایتخت یمن (صنعا) با پدرش گذراند، تجربه‌ای که او بعدها آن را در رشد شخصی خود بسیار تأثیرگذار توصیف کرد. او پس از دریافت دیپلم در سال ۱۹۹۱، در فرانکفورت در رشته علوم سیاسی تحصیل کرد.
الوزیر با یک زن یمنی ازدواج کرده‌است و دو پسر دارد. نام خانوادگی الوزیر از زمان تصدی پست وزارت در سال ۲۰۱۴ به نوعی نام اختصاری او بوده‌است، زیرا «الوزیر» در عربی به معنای «وزیر دولت» است.

## زندگی سیاسی
الوزیر در سال ۱۹۹۸ به حزب سبز آلمان پیوست و از آن زمان تاکنون عضو آن بوده‌است. او از سال ۱۹۹۲ تا ۱۹۹۴ رئیس سازمان جوانان حزب (جوانان سبز) در هسن بود. او از سال ۱۹۹۵ عضو مجلس ایلتی هسن بوده و رئیس مشترک حزب سبز هسن (به همراه کوردولا شولز-آشه) بوده‌است. او رهبر سبزها در انتخابات ایالتی هسن در سال ۲۰۰۸ بود و به همین دلیل نامزد سبزها برای سمت رئیس‌الوزرا هسن بود. حزب او ۷٫۵ درصد آرا را به دست آورد. پس از انتخابات، او به شدت برای ائتلاف «قرمز-سبز-قرمز» متشکل از حزب سوسیال دموکرات (SPD)، سبزها و حزب چپ فشار آورد. شورش داخلی اعضای SPD باعث شد انتخابات جدیدی در ژانویه ۲۰۰۹ برگزار شود. در انتخابات ۲۰۰۹، او دوباره به عنوان کاندیدای سبزها برای رئیس‌الوزرا ایستاد. نظرسنجی‌ها نشان داد که الوزیر محبوب‌ترین سیاستمدار ایالت هسن در زمان رای‌گیری بود. این بار حزب او که از خشم عمومی در SPD نیز سود می‌برد، سهم خود را به ۱۳٫۷ درصد آرا افزایش داد، اما سبزها خارج از دولت باقی ماندند.
در ۱۸ ژانویه ۲۰۱۴، پس از انتخابات ایالتی ۲۰۱۳، الوزیر در ائتلاف سیاه-سبز معاون رئیس‌الوزرا هسن فولکر بوفیر و وزیر اقتصاد، انرژی، حمل و نقل و توسعه منطقه ای هسن شد؛ بنابراین آنها سومین دولت CDU-Green را در ۱۶ ایالت فدرال آلمان و اولین دولت در یک منطقه بزرگ و از نظر اجتماعی متنوع را تشکیل دادند.
در مذاکرات برای تشکیل یک ائتلاف از حزب سوسیال دموکرات (SPD)، حزب سبز و حزب دموکرات آزاد (FDP) پس از انتخابات ۲۰۲۱ آلمان، الوزیر بخشی از هیئت حزب خود در گروه کاری به ریاست مشترک آنکه رلینگر، آنتون هوفریتر و الیور لوکسیک بود.